# Tank 400
La Tank 400 è un'autovettura prodotta dal 2023 dalla casa automobilistica cinese Tank.

## Storia

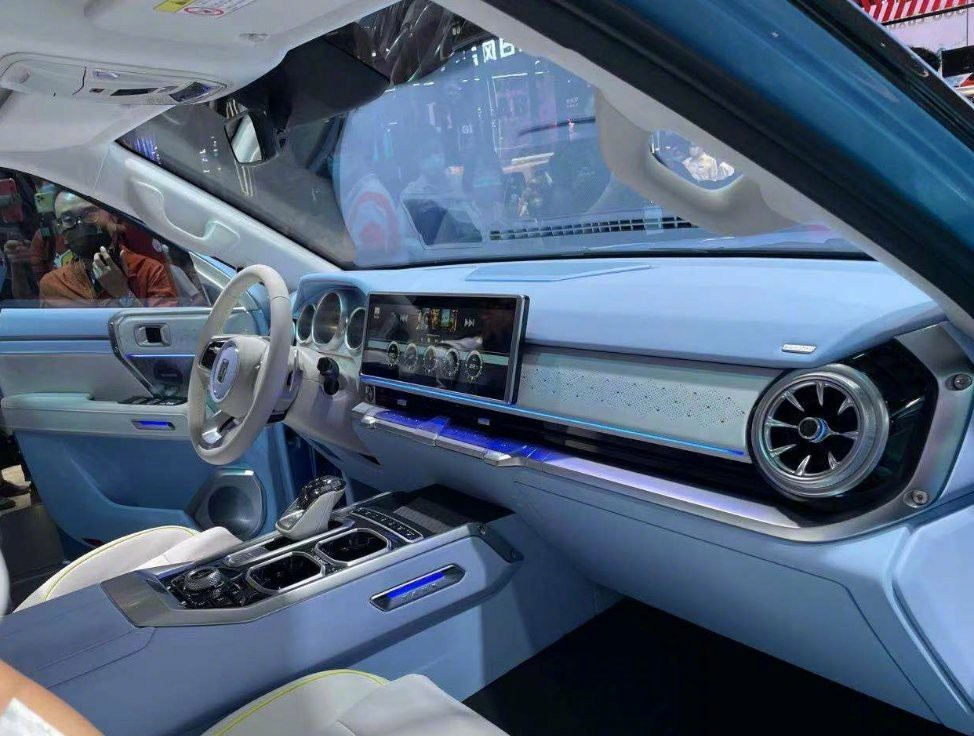
Interni

Come gli altri SUV del marchio cinese, il veicolo ha un telaio monoscocca e sospensioni anteriori a doppio braccio oscillante. Gli interni sono gli stesse del 500. Le vendite sono iniziate il 25 agosto 2023 in Cina.
La 400 è equipaggiata con un motore a benzina turbocompresso a quattro cilindri da due litri che produce 252 CV e una coppia di 380 Nm, abbinato a un cambio automatico a nove velocità. 
La capacità di guado è di 800 mm. L'auto è in grado di trainare un rimorchio del peso di 2,5 tonnellate. Il volume del bagagliaio è di 566 litri.
È disponibile anche la versione Tank 400 Hi4-T (PHEV), un ibrido plug-in che combina un motore a benzina da due litri da 180 kW (245 CV) con un motore elettrico da 120 kW (163 CV) un avente una batteria agli ioni di litio 37,1 kWh, che eroga una potenza totale di 408 CV e una coppia di 750 N⋅m. Secondo il ciclo WLTC con la sola carica elettrica può percorrere circa 105 km.